# Aliabad-e Badżuje
Aliabad-e Badżuje (perski: علي ابادبجويه) – wieś w południowym Iranie, w ostanie Fars. W 2006 roku miejscowość liczyła 62 mieszkańców w 16 rodzinach.